# Люк і сільські жлоби
Люк і сільські жлоби (англ. Luke and the Rural Roughnecks) — американська короткометражна кінокомедія режисера Хела Роача 1916 року.

## Сюжет
Коваль Люк і його бос продовжувати свою конкурента, що викрав дівчину. 

## У ролях
- Гарольд Ллойд — Одинокий Люк
- Снуб Поллард
- Ерл Мохан
- Бібі Данієлс